# La truffa perfetta (film 2002)
La truffa perfetta (Swindle) è un film del 2002 scritto e diretto da K.C. Bascombe.

## Trama
Seth George è un poliziotto che conosce bene il suo mestiere; un giorno viene incaricato di infiltrarsi in una banda di ladri specializzata nelle rapine alle banche capitanata dalla bellissima Sophie Zenn; durante la rapina però il poliziotto si innamora della bella ladra perdendo il contatto radio con i suoi superiori che sospettano che il loro uomo sia passato dalla parte dei malviventi.

## Distribuzione
Il film è uscito in Italia sotto forma di DVD il 15 novembre 2005.